# Сен-Бии
Сен-Бии́ (фр. Saint-Bihy, брет. Sant-Bic'hi, галло Saent-Mehi) — коммуна во Франции, находится в регионе Бретань. Департамент — Кот-д’Армор. Входит в состав кантона Плело. Округ коммуны — Сен-Бриё.
Код INSEE коммуны — 22276.

## География

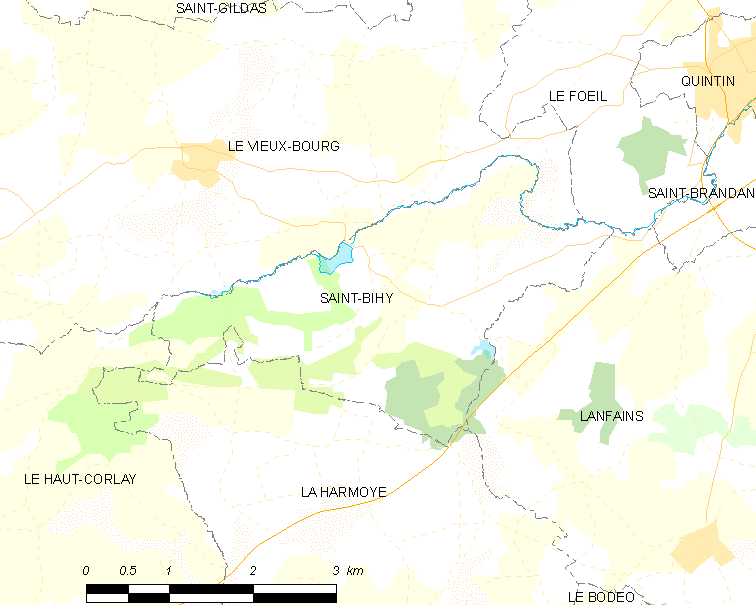
Карта коммуны

Коммуна расположена приблизительно в 400 км к западу от Парижа, в 100 км западнее Ренна, в 22 км к юго-западу от Сен-Бриё.
Вдоль северной границы коммуны протекает река Гуэ.

## Население
Население коммуны на 2016 год составляло 261 человек.
| 1962 | 1968 | 1975 | 1982 | 1990 | 1999 | 2008 | 2016 |
| ---- | ---- | ---- | ---- | ---- | ---- | ---- | ---- |
| 183  | 158  | 160  | 173  | 198  | 201  | 176  | 261  |

## Экономика
В 2007 году среди 115 человек в трудоспособном возрасте (15—64 лет) 101 были экономически активными, 14 — неактивными (показатель активности — 87,8 %, в 1999 году было 80,9 %). Из 101 активных работали 98 человек (54 мужчины и 44 женщины), безработных было 3 (1 мужчина и 2 женщины). Среди 14 неактивных 6 человек были учениками или студентами, 4 — пенсионерами, 4 были неактивными по другим причинам.

## Достопримечательности
- Усадьба Гран’Иль (XVI век). Исторический памятник с 1967 года[3]